# Ambrogio Buonvicino
Ambrogio Buonvicino, född 1552 i Milano, död 1622 i Rom, var en italiensk skulptör och stuckatör under ungbarocken.
Ambrogio Buonvicino har bland annat utfört högreliefen Kristus överlämnar himmelrikets nycklar åt Petrus (1612–14) nedanför Peterskyrkans benediktionsloggia samt påven Urban VII:s staty (1614) i kyrkan Santa Maria sopra Minerva.